# 火灾调查官
《火灾调查官》（日语：火災調査官ナナセ），是從2005年到2007年在周刊Comic Bunch刊登的推理漫畫，由橋本以蔵原作，市川智茂作畫。漫畫单行本全7卷。

## 概要
女主角高峰原本是一位新人火災調査官，负责从火灾现场的情况，物证据等来调查起火原因。在追逐一个縱火狂「火焰使者」的同时，奈菜瀬也因为他的提示而解决身边的看似意外的火灾案子。

## 登場人物
高峰奈菜瀬 （Takamine Nanase）
父母在一次火灾中雙亡，因此从小立志要成為火災調查。拥有不尋常的推理和分析能力。
火焰使者（Honoo Tsukai）
港译：纵火狂魔
身份不明的縱火狂。不知为何会帮助奈菜瀬，并留下解决事件中的提示。
真吾 （Shingo）
相当于奈菜瀬的弟弟，与奈菜瀬同住。消防员的父亲在火灾事故中牺牲后被奈菜瀬收养。
冰川隼人 (Hikawa Hayato)
警視庁公安部所的特別捜査官。与奈菜瀬的父亲是同事，一直追查火焰使者。
橘 （Tachibana）
火災調査官，奈菜瀬的直属上司。
緒方周作 （Ogata Syusaku）
警視庁火災专案捜査官。认为奈菜瀬与火焰使者是共犯。
伊萨克 （Isaac）
与火焰使者有段势不两立的一个縱火狂。在漫画前期被奈菜瀬误认是火焰使者。
說明：由于本作品草草收场的关系，火焰使者与伊萨克的确切关系作者并没有详细说明。

## 关連条目
- 推理漫画